# Галінди

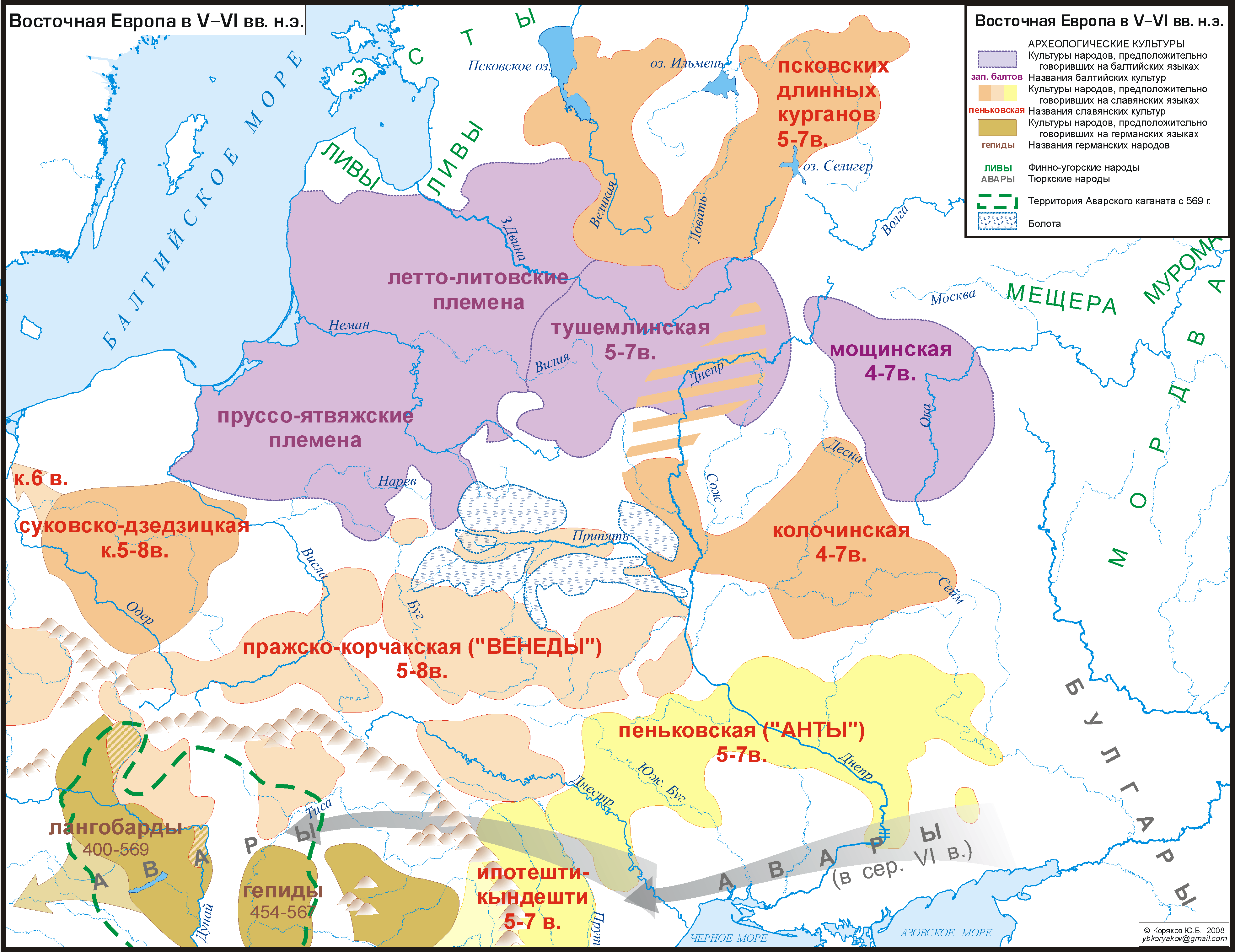
Карта балтійських та слов'янських археологічних культур V — VI ст.

Галінди, або ґалінди (грец. Γαλινδαι, прусськ. Galindi, д.-рус. голѧдь) — балтійський етнонім, що позначає кілька племен.
Етнонім може застосовуватися до двох різних балтських племен, які зникли в першій половині II тис. н. е.:
- західних галіндів, які проживали в південно-східній Пруссії;
- східних галіндів, званих також голядь, які проживали в басейні Оки.

## Етнонім та етимологія
Етнонім галінди (грец. Γαλίνδαι) фіксується вже в Географії Птолемея (Кн.3, гл.5, 21) серед східноєвропейських племен. Пізніше галінди згадуються Петером з Дусбурга: він пише про одну з земель Пруссії — Galindia, а її населення називає Galindi.
Лінгвістами відновлюється етнонім galind, який сходить до балт. *gal (лит. galas, латис. gals) — «кінець, край». Таким чином етнонім галінди, як і голядь (д.-рус. голѧдь), позначає «жителів околиці» (в цьому випадку — окраїни балтійського розселення).
Згідно з іншою точкою зору, що враховує фольклорні уявлення про галіндів як велетнів, слово «Галінди» (прусськ. galindis, лит. galìndas) вважається спорідненим з лит. galìngas («сильний, могутній, потужний»):
Пам'ять про голядь дожила до 20 століття в народних переказах. Є легенда про могутнього велетня по імені Голяда, який міг кинути свою сокиру на тридцять верст з вершини своєї гори. В іншій версії, два брати-Голяди кидали сокиру один одному з протилежних пагорбів.— Bojtár, Endre A Cultural History of the Baltic People Central European University Press, 1999, p. 109.

## Західні Галінди

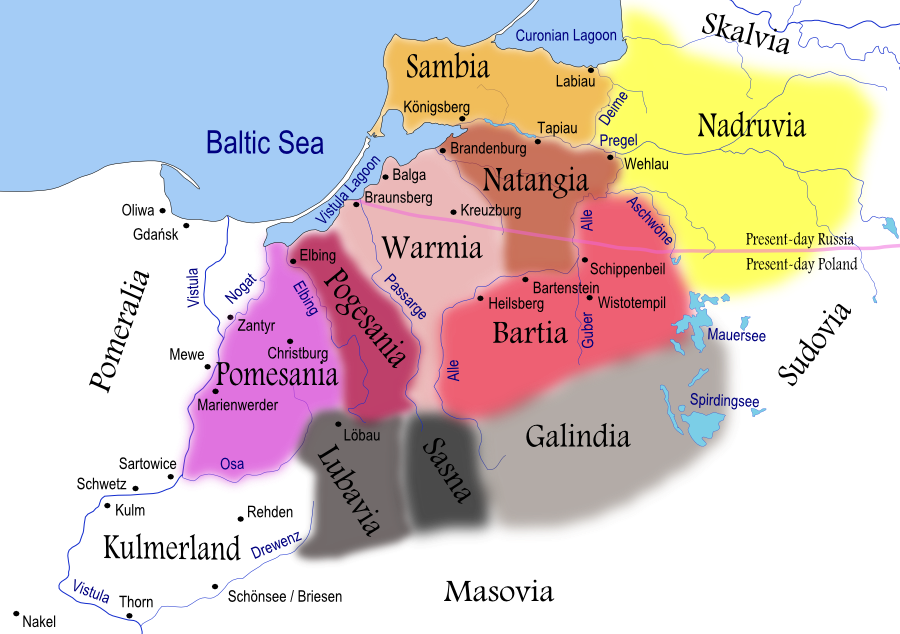
Карта прусських племен в XIII столітті. Зазначені міста/замки були побудовані лицарями Тевтонського ордену для полегшення захоплення